# أنطون برونك
أنطون برونك (بالهولندية: Anton Pronk) ‏(21 أبريل 1941 - 26 أغسطس 2016)، كان لاعب كرة قدم هولندي كان يلعب كمدافع. لعب خلال مسيرته 322 مباراة سجل خلالها 7 أهداف.

## مرحلة الشباب

### أندية لعب لها
- أياكس أمستردام

## المسيرة الاحترافية

### أندية لعب لها
- أياكس أمستردام
- نادي أوترخت

## روابط خارجية
- أنطون برونك على موقع قاعدة بيانات كرة القدم.إي يو (الإنجليزية)
- أنطون برونك على موقع ناشيونال فوتبول تيمز (الإنجليزية)
- أنطون برونك على موقع عالم كرة القدم.نت (الإنجليزية)